# Lennart Rydsjö
John Lennart Rydsjö, född den 7 februari 1915 i Malmö, död den 12 juli 1986 i Värnamo, var en svensk författare. Han var son till Daniel Rydsjö och systerson till Gunnar Serner.
Rydsjö avlade folkskollärarexamen 1936. Han var verksam som folkskollärare i Värnamo till sin pensionering. Rydsjö skrev historiska romaner för ungdomar. Han tillhörde Boklotteriets stipendiater 1963. Rydsjö vilar på Värnamo södra kyrkogård.